# Ypsolopha querciella
Ypsolopha querciella là một loài bướm đêm thuộc họ Ypsolophidae. Nó được tìm thấy ở Hoa Kỳ, bao gồm Arizona và Utah.
Sải cánh dài khoảng 17 mm.
Ấu trùng ăn các loài Quercus.